# Armstrong (Mondkrater)
Armstrong ist ein kleiner Einschlagkrater im südlichen Teil des Mare Tranquillitatis. Er liegt ca. 50 Kilometer nordöstlich des Landegebiets von Apollo 11. Nördlich des Kraters befindet sich die Einschlagstelle von Ranger 8.
Benannt nach Neil Armstrong, dem Kommandanten der Mondlandemission von Apollo 11, ist er der östlichste in einer Reihe von drei Kratern, die zu Ehren der Besatzungsmitglieder von Apollo 11 benannt wurden.
Vor der Umbenennung durch die Internationale Astronomische Union (IAU) war er als Sabine E bekannt. Der Krater Sabine ist westlich von Armstrong gelegen.